# Маккрори, Росс
Росс Маккрори (англ. Ross McCrorie; родился 18 марта 1998 года в Глазго, Шотландия) — шотландский футболист, защитник клуба «Бристоль Сити» и сборной Шотландии. Участник чемпионата Европы 2024 года.

## Клубная карьера
Маккрори — воспитанник клуба «Рейнджерс». В 2016 году для получения игровой практики Росс на правах аренды перешёл в «Эр Юнайтед». 1 марта в матче против «Кауденбита» он дебютировал в Первой лиге Шотландии. В этом же поединке Маккрори забил свой первый гол за «Эр Юнайтед». В начале 2017 года Росс был отдан в аренду в «Дамбартон». 28 января в матче против «Рэйт Роверс» он дебютировал в шотландском Чемпионшипе. Летом Росс вернулся в «Рейнджерс». 19 сентября в поединке Кубка шотландской лиги против «Партик Тисл» Маккрори дебютировал за основной состав. В матче против «Селтика» он дебютировал в шотландской Премьер-лиге. 4 ноября в поединке против «Партик Тисл» Росс забил свой первый гол за «Рейнджерс».
Летом 2019 года Макрори был арендован английским «Портсмутом». 3 августа в матче против «Шрусбери Таун» он дебютировал в Первой лиге Англии. 
Летом 2020 года Макрори на правах аренды перешёл в «Абердин». 20 августа в матче против «Сент-Джонстона» он дебютировал за новую команду. 12 сентября в поединке против «Килмарнока» Росс забил свой первый гол за «Абердин». По окончании аренды клуб выкупил трансфер игрока. В начале 2024 года Макрори подписал контракт на 3 года с «Бристоль Сити». 13 января в матче против «Престон Норт Энд» он дебютировал в Чемпионшипе. 

## Международная карьера
3 июня 2024 года в товарищеском матче против сборной Гибралтара Макрори дебютировал за сборную Шотландии.
В 2024 году Макрори принял участие в чемпионате Европы  в Германии. На турнире он был запасным и на поле не вышел.